# 索南群培
索南群培（藏語：བསོད་ནམས་ཆོས་འཕེལ，威利转写：bsod nams chos 'phel；1595年—1658年），又作索南饶丹，西藏官员。
本为第四世达赖喇嘛侍从官，1618年，任哲蚌寺强佐，藏巴汗丹迥旺波袭击色拉寺、哲蚌寺，他到青海向蒙古土默特部求援。1619年，和四世班禅额尔德尼找到达赖的转世灵童。1621年，击败藏巴汗，1622年，要灵童迎入哲蚌寺。1635年，藏巴汗和喀尔喀部绰克图台吉联合准备灭黄教。索南群培向固始汗求援。1642年，联合固始汗推翻藏巴汗，索南群培被固始汗委任为首任第巴。1645年，主持修建布达拉宫白宫。
杜固扎巴坚赞的学生和支持者认为他是多杰雄登的原型。
| 前任： 丹迥旺波 | 第巴 1642年—1658年 | 繼任： 陈列嘉措 |